# Godwin Omenaka
Godwin Ekene Omenaka (* 9. Oktober 2000) ist ein nigerianischer Basketballspieler.

## Werdegang
Omenaka verließ sein Heimatland im Sommer 2015 und wechselte an die ungarische Basketballschule Rátgéber Akadémia nach Pécs. Auch Real Madrid war vorher auf ihn aufmerksam geworden, Omenaka wurde aber keine Aufenthaltsgenehmigung für Spanien erteilt. Beim Verein Debreceni EAC gab er 2017 seinen Einstand in der ersten ungarischen Liga. Er steigerte seine statistischen Werte in der ungarischen Liga stetig, auch nach Vereinswechseln zu Alba Fehérvár und Egis Körmend. Mit Körmend nahm Omenaka im Spieljahr 2022/23 auch am europäischen Vereinswettbewerb FIBA Europe Cup teil.
Im Sommer 2023 wurde er vom französischen Erstligisten JL Bourg Basket verpflichtet. Er wechselte im Februar 2024 innerhalb der französischen Liga zu SLUC Nancy. Nachdem Bourg E. J. Rowland verpflichtet und hernach mehr Ausländer im Aufgebot hatte, als in Spielen der französischen Liga zugelassen waren, blieb Omenaka oft außen vor.
Im Sommer 2024 wechselte Omenaka zum deutschen Bundesligisten Rostock Seawolves. Im Januar 2025 wurde sein Vertrag mit den Norddeutschen aufgelöst, Omenaka wechselte in die Volksrepublik China zu Shanxi Fenjiu. Im März 2025 wurde er bei dem chinesischen Verein durch einen anderen Spieler ersetzt. Anfang April 2025 wurde er vom italienischen Erstligisten Vanoli Basket Cremona verpflichtet. In der Sommerpause 2025 kehrte er zu Alba Fehérvár zurück.

### Nationalmannschaft
Omenaka wurde in die Nationalmannschaft Nigerias berufen und erstmals in der Ausscheidungsrunde für die Weltmeisterschaft 2023 eingesetzt.